# Live at the Olympia '96
Live at the Olympia '96 (укр. Наживо в «Олімпії» '96) — концертний альбом рок-гурту Deep Purple, що вийшов 1997 року.

## Про альбом
Подвійний альбом містить запис виступу рок-гурту Deep Purple в паризькому концертному залі «Олімпія», що відбувся 17 червня 1996 року. Цей концерт був частиною турне на підтримку альбому Purpendicular, записаного із новим гітаристом Стівом Морсом, який змінив Річі Блекмора, учасника «класичного» складу гурту, також відомого як «Марк II». Сетліст концерту складався як з нових пісень з Purpendicular, так і з хітів з попередніх альбомів. Зокрема, пісню «No One Came» з альбому Fireball, як і ще декілька композицій, було виконано за участі духової секції, яка складалася з трьох місцевих музикантів.
На сайті AllMusic альбом оцінили на чотири зірки з п'яти: Глен Міллер назвав його справжнім подарунком шанувальникам, який доводить, що ветерани класичного року звучать наживо не гірше за інші сучасні гурти. Музичний критик Георгій Старостін назвав цей альбом «по-справжньому важливим релізом» і найкращим концертним альбомом гурту з часів складу «Марк II», зауваживши, що відхід легендарного Річі Блекмора позитивно вплинув на Deep Purple, ставши для гурту своєрідною «ін'єкцією адреналіну».

## Список пісень
| Диск 1 | Диск 1                                   | Диск 1                              | Диск 1     |
| #      | Назва                                    | Автор                               | Тривалість |
| ------ | ---------------------------------------- | ----------------------------------- | ---------- |
| 1.     | «Fireball» (1971)                        | Блекмор, Гіллан, Гловер, Лорд, Пейс | 4:48       |
| 2.     | «Maybe I'm a Leo» (1972)                 | Блекмор, Гіллан, Гловер, Лорд, Пейс | 5:18       |
| 3.     | «Ted the Mechanic» (1996)                | Гіллан, Гловер, Лорд, Морс, Пейс    | 4:21       |
| 4.     | «Pictures of Home» (1972)                | Блекмор, Гіллан, Гловер, Лорд, Пейс | 5:58       |
| 5.     | «Black Night» (1971)                     | Блекмор, Гіллан, Гловер, Лорд, Пейс | 6:28       |
| 6.     | «Cascades: I'm Not Your Lover» (1996)    | Гіллан, Гловер, Лорд, Морс, Пейс    | 10:08      |
| 7.     | «Sometimes I Feel Like Screaming» (1996) | Гіллан, Гловер, Лорд, Морс, Пейс    | 7:03       |
| 8.     | «Woman From Tokyo» (1973)                | Блекмор, Гіллан, Гловер, Лорд, Пейс | 5:34       |
| 9.     | «No One Came» (1971)                     | Блекмор, Гіллан, Гловер, Лорд, Пейс | 6:03       |
| 10.    | «The Purpendicular Waltz» (1996)         | Гіллан, Гловер, Лорд, Морс, Пейс    | 5:02       |

| Диск 2 | Диск 2                          | Диск 2                              | Диск 2     |
| #      | Назва                           | Автор                               | Тривалість |
| ------ | ------------------------------- | ----------------------------------- | ---------- |
| 1.     | «Rosa's Cantina» (1996)         | Гіллан, Гловер, Лорд, Морс, Пейс    | 5:53       |
| 2.     | «Smoke on the Water» (1972)     | Блекмор, Гіллан, Гловер, Лорд, Пейс | 9:00       |
| 3.     | «When a Blind Man Cries» (1972) | Блекмор, Гіллан, Гловер, Лорд, Пейс | 6:54       |
| 4.     | «Speed King» (1970)             | Блекмор, Гіллан, Гловер, Лорд, Пейс | 9:22       |
| 5.     | «Perfect Strangers» (1984)      | Блекмор, Гіллан, Гловер             | 6:11       |
| 6.     | «Hey Cisco» (1996)              | Гіллан, Гловер, Лорд, Морс, Пейс    | 5:50       |
| 7.     | «Highway Star» (1972)           | Блекмор, Гіллан, Гловер, Лорд, Пейс | 8:50       |